# Токіо-Мару
Токіо-Мару (Tokyo Maru) — транспортне судно, яке під час Другої японо-китайської та Другої світової війн взяло участь у операціях японських збройних сил у Китаї, Індонезії та архіпелазі Бісмарка.

## Передвоєнна служба
Токіо-Мару спорудили в 1936 році на верфі Mitsui Bussan K.K Zosenbu на замовлення компанії Settsu Shosen (належала Osaka Shosen Kaisha), яка поставила його на лінію до Австралії.

## Вторгнення до Китаю
У 1937 році в зв'язку із початком японо-китайської війни судно реквізували для потреб Імперської армії Японії.
26 вересня 1937 Токіа-Мару вийшов з Осаки у складі транспортного загону, що перевозив 7-й піхотний полк 9-ї дивізії. Безпосередньо на Токіо-Мару перебував 1-й батальон (без двох рот). 26 вересня судна прибули до устя річки Хуанпу, яка протікає через Шанхай, а наступної доби почали висадку військ.
У 1938-му судно повернули власникам, котрі тепер використовували його не лише для рейсів до Австралії, але й на лінії до Дайрену (наразі Далянь у Маньчжурії).
9 серпня 1941-го судно знову реквізували, цього разу для потреб Імперського флоту Японії.

## Вторгнення в Нідерландську Ост-Індію
На момент вступу Японії у світову війну Токіо-Мару перебувало на Маршаллових островах. 10 грудня 1941-го воно вийшло з атола Кваджелейн, а 25 грудня досягло Японії.
У середині січня 1942-го Токіо-Мару прибуло до філіппінського острова Мінданао, а 21 січня опинилось на якірній стоянці Бангка біля північно-східного завершення Целебесу. Тут воно увійшло до складу сил, котрі мали захопити Кендарі на південному сході зазначеного острова. 23 січня Токіо-Мару та ще п'ять транспортів вирушили на південь і за кілька годин після опівночі 24 січня висадили в Кендарі десант, що за кілька годин оволодів містом та аеродромом.
3 лютого Токіо-Мару полишив Кендарі, в 20 числа повернувся до Японії. У березні — квітні воно ще раз здійснило рейс на південь та відвідало порти Давао, Макасар (Целебес), Сурбая (Ява), Камфа (В'єтнам).

## Рейси у травні 1941— липні 1942
Протягом наступних п'ятнадцяти місяців Токіо-Мару відвідало японські порти Йокосука, Куре, Моджі, Йокогама, Шибаура, Осака, Сасебо, Шимоцу, Явато (28 серпня 1942-го судно сіло на мілину при переході з Моджі до Куре, проте вже наступного дня було зняте звідти й ще до завершення першої декади вересня пройшло необхідний ремонт), побувало у Мако (база японських ВМФ на Пескадорських островах у південній частині Тайванської протоки), Такао (наразі Гаосюн на Тайвані), Хайкоу та Самасі (острів Хайнань), Сінгапурі.
На просторах Тихого океану Токіо-Мару відвідало Сайпан, Тініан і Гуам (Маріанські острови), двічі побувало на Труці (створена ще до війни потужна база японського ВМФ на сході Каролінських островів), зайшло на Понапе (також східні Каролінські острови), двічі відвідало острів Уейк, побувало на атолах Кваджелейн, Вотьє, Малоелап, Мілі, Джалуїт (Маршаллові острови), атолі Тарава (острови Гілберта), острові Науру.
14 лютого 1942-го біля Біаку (північно-західна частина Нової Гвінеї) по судну випустив торпеди підводний човен Runner, проте всі вони пройшли повз Токіо-Мару, яке продовжило свій курс до Палау (західні Каролінські острови).

## Рейси до архіпелагу Бісмарка
З кінця липня 1943-го діяльність Токіо-Мару зосередилась на постачанні японських сил у архіпелазі Бісмарка, звідки японці намагались стримати наступ союзників на Соломонових островах та сході Нової Гвінеї.
27 липня — 4 серпня 1943-го судно в конвої № 3727 перейшло з Йокосуки на Трук, після чого разом з конвоєм № 1133 пройшло до Рабаулу (головна база в архіпелазі Бісмарка на острові Нова Британія), куди прибуло 17 серпня. 6 вересня разом з конвоєм № 2032 Токіо-Мару повернулось на Трук, а 23 вересня прибуло назад до Йокосуки.
4—13 жовтня 1943-го «Токіо-Мару» пройшло з конвоєм № 3004 з Йокосуки на Трук, а через два дні вийшло в архіпелаг Бісмарка у складі конвою № 1152, який прибув до Рабаулу 18 жовтня. Цього разу конвой став об'єктом нападу американської авіації, проте Токіо-Мару уникло пошкоджень. Зате 2 листопада під час потужного авіанальоту на гавань Рабаулу Токіо-Мару зазнало пошкоджень від близького вибуху та до 7 листопада проходило аварійний ремонт.
8 листопада судно вийшло у зворотний рейс на Трук разом з конвоєм № 2082. Вранці 10 листопада в районі за чотириста кілометрів на південний захід від пункту призначення підводний човен Scamp випустив по конвою чотири торпеди, одна з яких влучила в Токіо-Мару та пошкодила котельне відділення й прилеглий трюм. Через сім годин після атаки інше судно зі складу конвою Мітакесан-Мару розпочало буксирування Токіо-Мару, а вранці 11 листопада з Труку на допомогу прибули есмінці «Судзуцукі» та «Хацудзукі», при цьому останній після опівдня перебрав на себе буксирування. Невдовзі переобладнаний тральщик Хагоромо-Мару, який також прибув на допомогу, спробував наблизитись до Токіо-Мару, проте зіткнувся з ним та зазнав значних пошкоджень. Через кілька годин місце побіч з пошкодженим судном зайняв «Судзуцукі», помпи якого підключились до відкачування води. Втім, її приплив вийшов з під контролю й увечері 11 листопада віддали наказ залишити судно (ще до того 18 членів екіпажу перевели на Мітакесан-Мару).
12 листопада «Хацудзукі» зробив нову спробу буксирування Токіо-Мару, яке все ще трималось на воді. Проте опівдні через зростаючий крен цю операцію припинили, і о 14:55 Токіо-Мару затонув за двісті кілометрів від місця торпедування.